# Fiat 124 Spider (2016)
Fiat 124 Spider — задньоприводний родстер італійського виробника автомобілів Fiat. Створений на базі японської Mazda MX-5 і виготовляється на заводі Mazda в Хіросімі з 2016 року.

## Опис

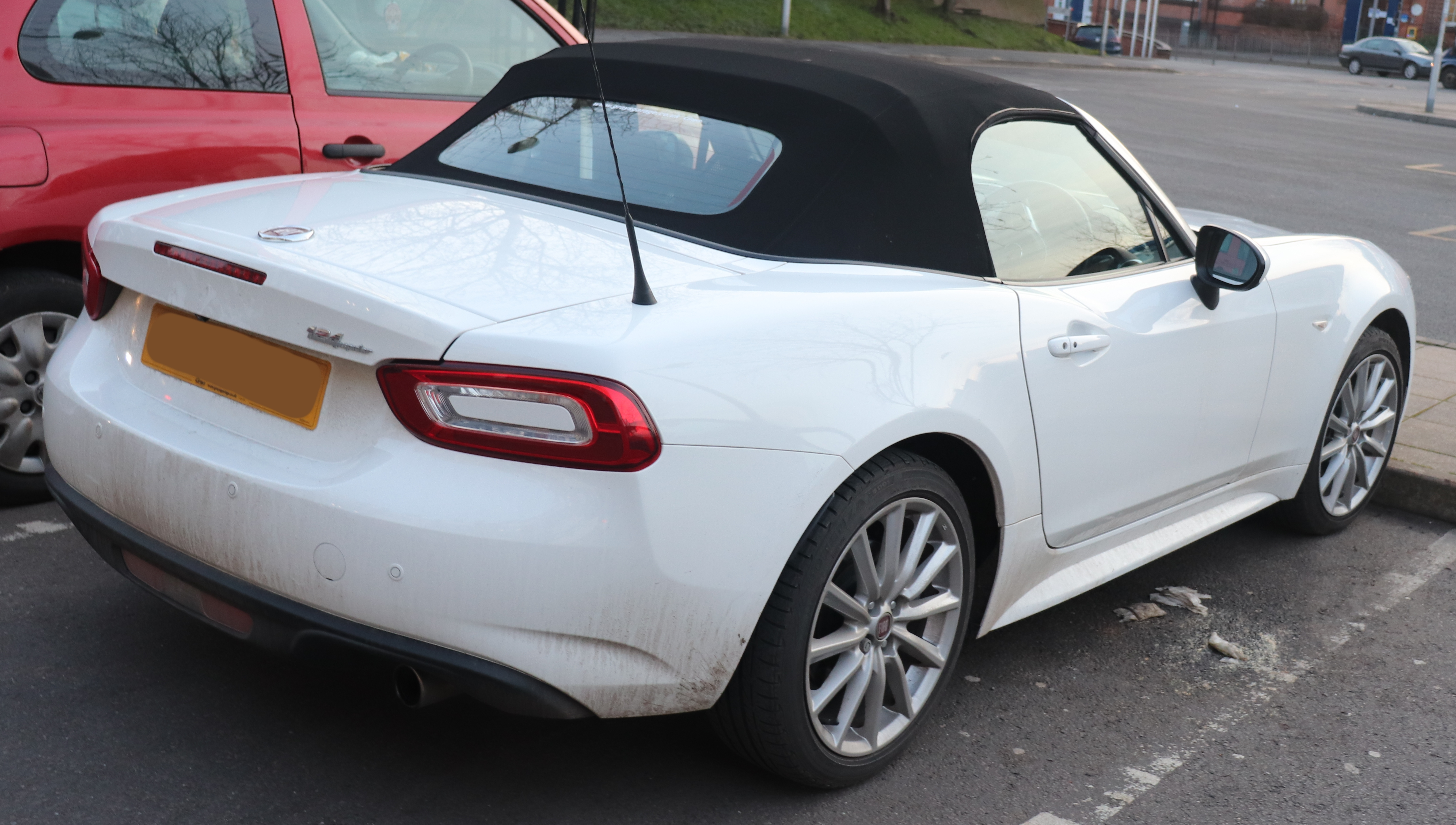

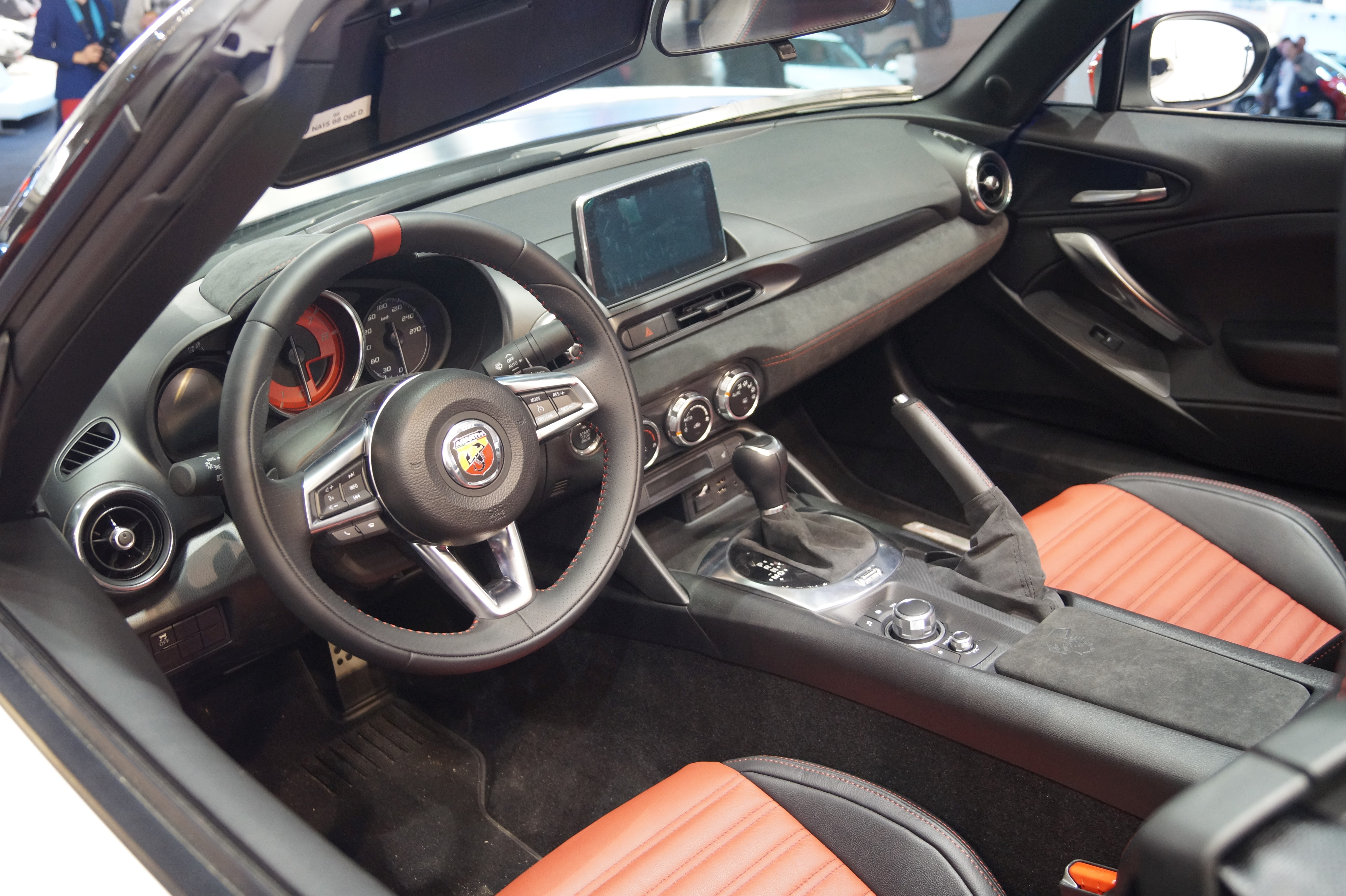

У 2012 році Mazda і Alfa Romeo, в той час два підрозділи групи Фіат, оголосили про створення спільного підприємства з виробництва задньопривідного родстера на загальній платформі, але відрізняються фірмовими стилем і двигунами.
У 2014 році Серджіо Маркіонне, президент Фіат, говорив, що автомобілі Альфа Ромео будуть випускатися тільки в Італії, Дійсно, автомобілі Альфа Ромео випускалися тільки в Італії, в той час як Фіат мав виробництва крім Італії по всьому світу - від польського Тихи до мексиканського Толука-де-Лердо. У підсумку, родстер на платформі Miata було вирішено випускати компанією Mazda на своєму заводі в Хіросімі. Продаватися цей автомобіль буде як Фіат, замість запропонованого спочатку Альфа Ромео.
У 2015 році Фіат офіційно оголосив про випуск Fiat 124 Spider, заснований на платформі Mazda ND.
Світова прем'єра 124 Spider відбулась на автосалоні в Лос-Анджелесі в листопаді 2015 року, перші автомобілі доставлені в червні 2016 року.  На відміну від Mazda Fiat 124 Spider доступний з турбодвигуном 1,4 л потужністю 140 к.с. і 230 Нм. Стандартно він компонується шестиступінчастою механічною коробкою передач. Привід тільки на задні колеса. Розгін до сотні відбувається за 7.5 секунд. Витрата пального перебуває на рівні 8.5 л/100 км у міському, 5.1 л/100км у заміському та 6.4 л/100 км у змішаному циклах. В якості опції пропонується шестиступінчаста автоматична коробка передач. З нею автомобіль Fiat 124 Spider розженеться за 7.6 секунд, витративши 9.1 л/100 км у місті, 5.2 л/100км за його межами і 6.6 л/100 км у середньому.

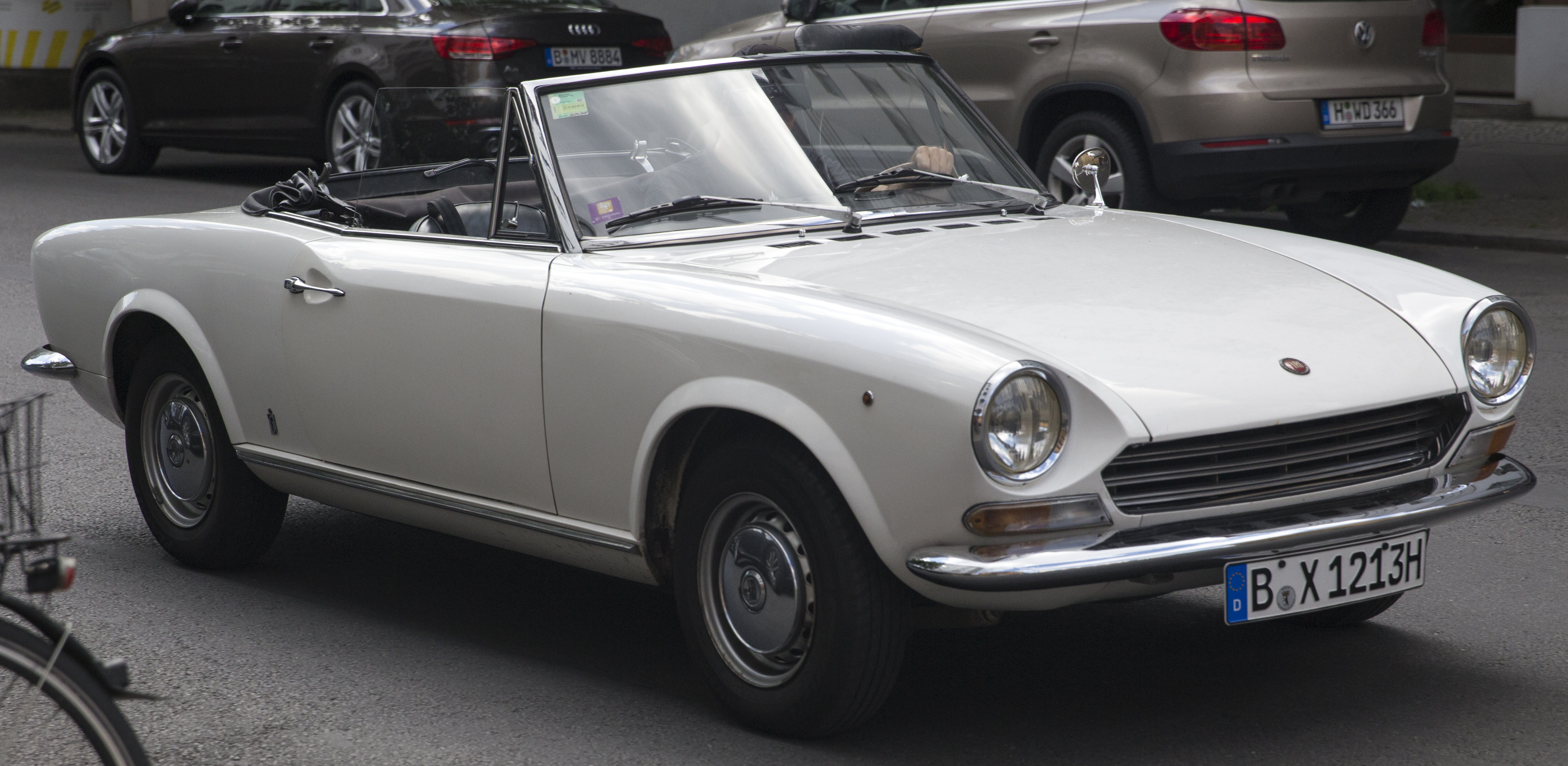
Fiat 124 Sport Spider

На автосалоні в Женеві в березні 2016 року дебютувала версія Abarth з турбодвигуном 1,4 л потужністю 170 к.с. У 2017 році представлять версію "124 Spider Abarth Rally".
Шильдик 124 і зовнішній стиль нагадує спроектований компанією Pininfarina автомобіль 124 Sport Spider (випускався 1966-1985).

### Обмежені серії
З дебютом 124 Spider, Фіат продавав 124 Spider Anniversary, серію з 124 одиниць, присвячену до 50-х роковин оригінальної моделі 124 Sport Spider. 
Доступна комплектація 124 Spider Lusso включає хромовані дзеркала, червоний шильдик 124 на решітці радіатора, спеціальний номерний шильдик, червоний кузов і чорний шкіряний салон.

### Abarth 124 Spider і Abarth 124 Spider Rally

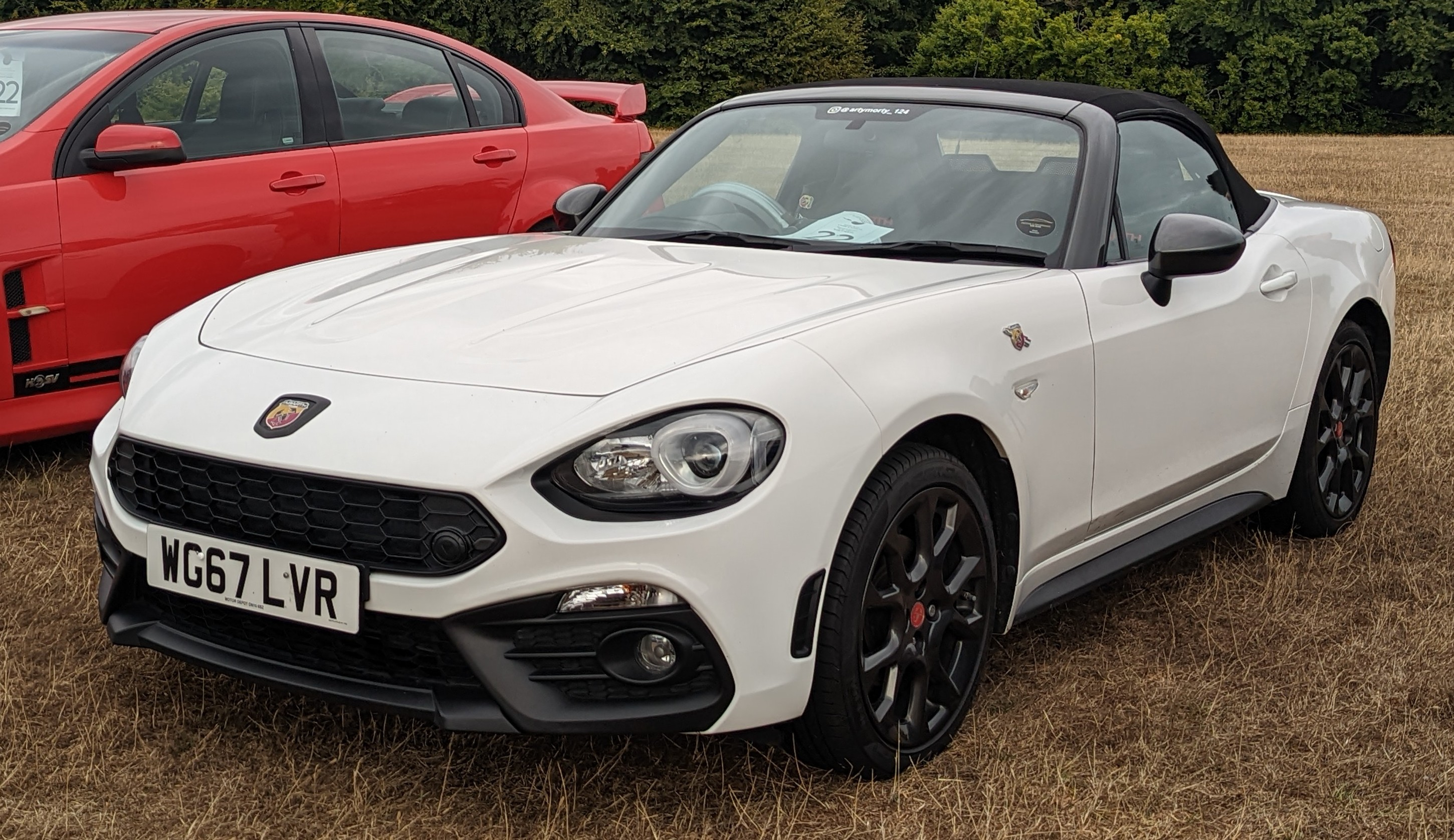
Abarth 124 Spider

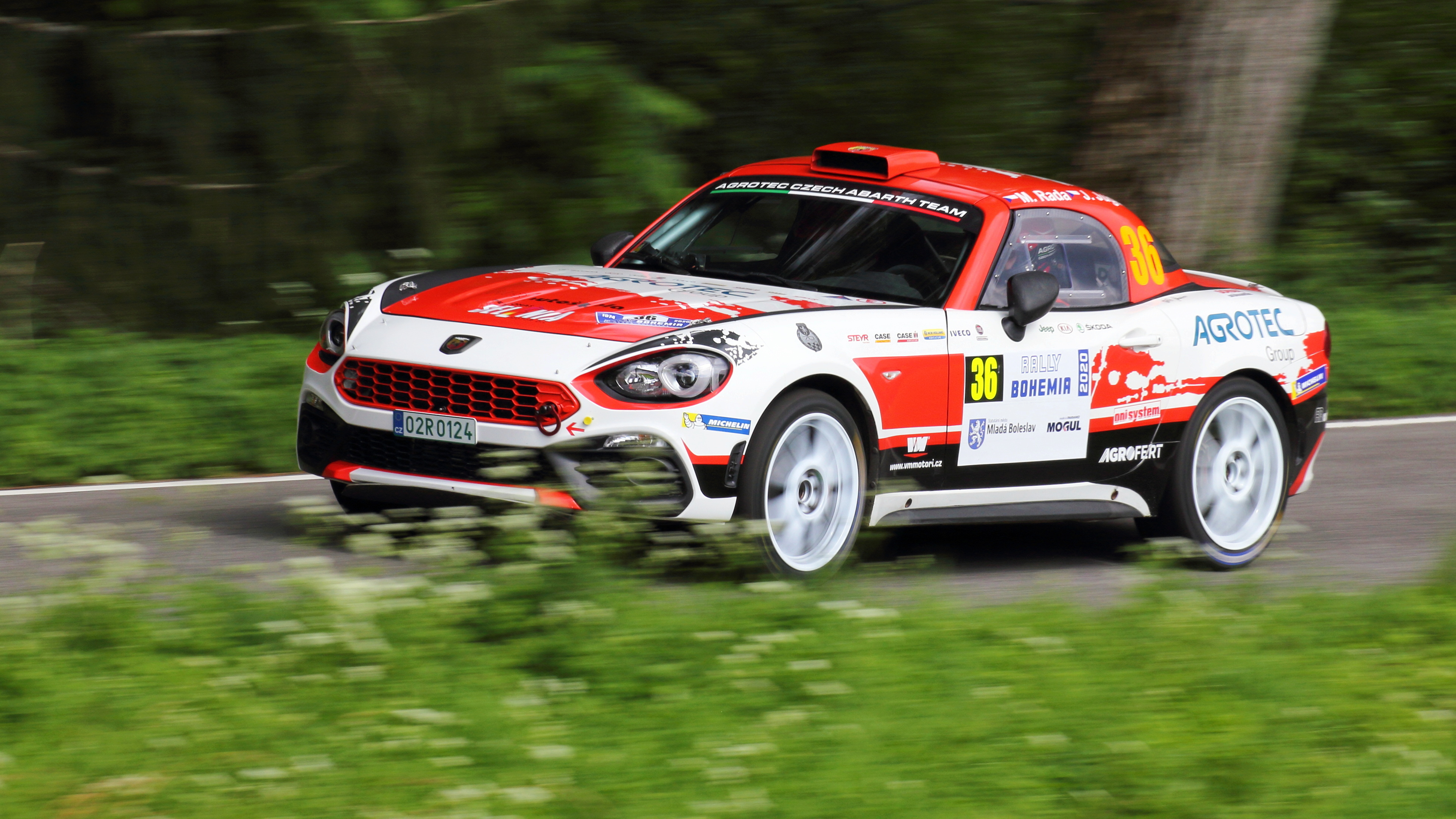
Abarth 124 Spider Rally

У 2016 році на Женевському автосалоні Фіат показав версії Abarth і Abarth Rally, спеціальні ралійні версії автомобіля. На Abarth встановлюються 1,4-літрові двигуни з MultiAir потужністю 170 к.с. (125 кВт) і крутним моментом 250 Нм. Максимальна швидкість становить 232 км/год і розгін до 100 км/год займає 6,8 секунди, все завдяки масі в 1 060 кг і розподілом ваги між осями 50:50.
На додаток до дорожньої версії, був зібраний перегоночний прототип Abarth, натхненний спортивними ралійними автомобілями Fiat 124 Abarth Rally з 1970-х років. Він отримав 1,8-літровий турбований двигун потужністю 300 к.с. (221 кВт) при 6500 оборотах на хвилину.